# Preise dein Glücke, gesegnetes Sachsen

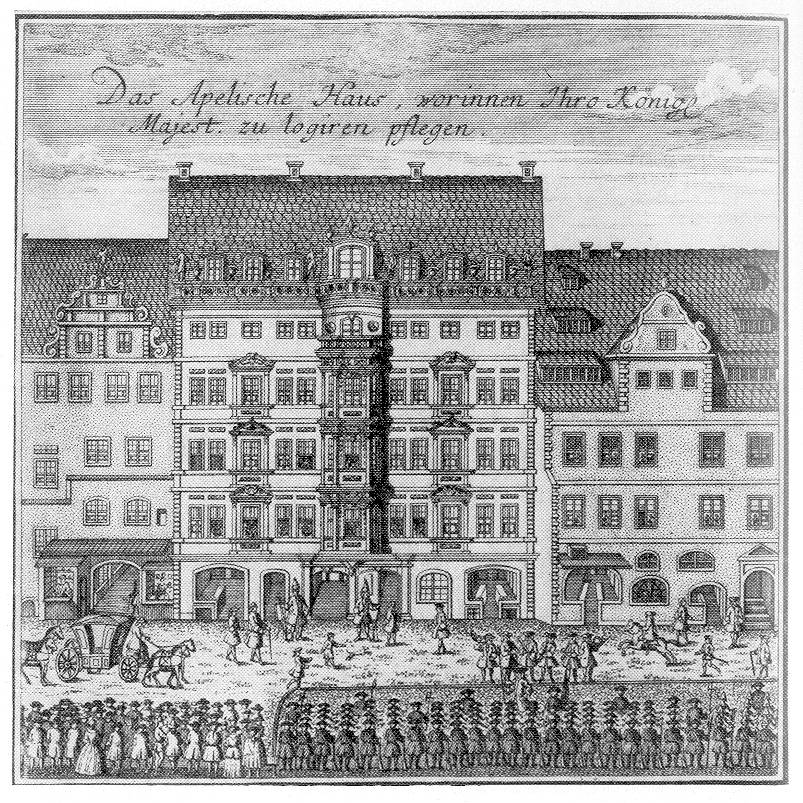
Angemietetes Stadtpalais für Leipzig-Aufenthalte des Kurfürsten. Aufführungsort der Kantate BWV 215

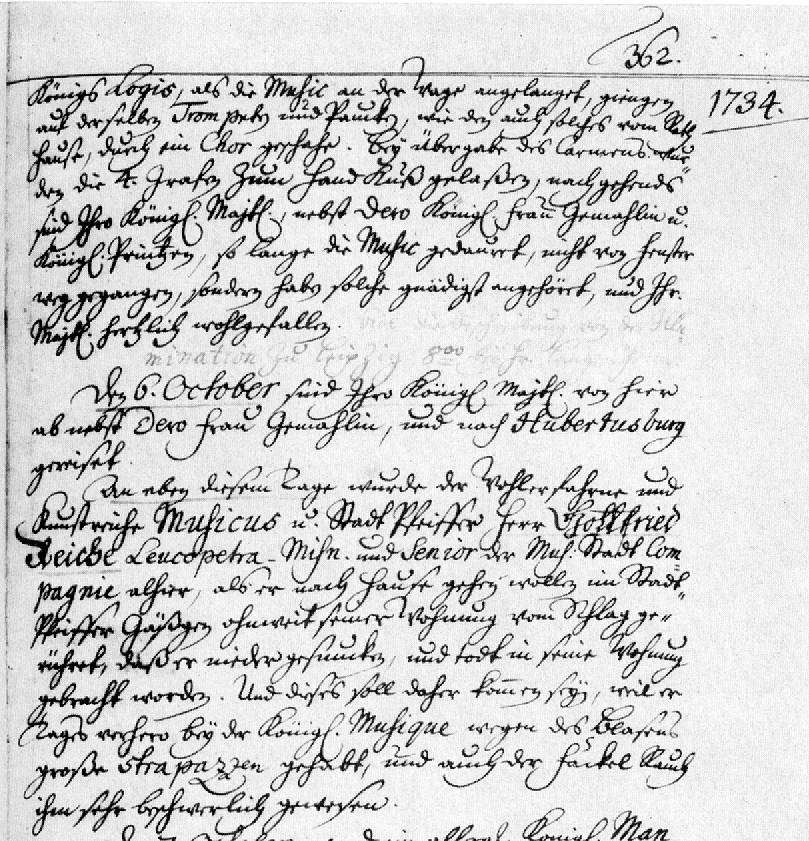
Chronik der Stadt Leipzig für den 5. und 6. Oktober 1734

Preise dein Glücke, gesegnetes Sachsen (BWV 215) ist eine weltliche Kantate von Johann Sebastian Bach.

## Entstehung
Die Kantate wurde anlässlich eines Besuches des sächsischen Kurfürsten und polnischen Königs August III. in Leipzig am 5. Oktober 1734 uraufgeführt. Den kurzfristig angekündigten Besuch nahmen die Studenten des Collegium Musicum der Universität Leipzig zum Anlass, dem Fürsten im Rahmen eines feierlichen Fackelzuges vor dem Apelschen Hause, in dem er logierte, eine Abendmusik darzubringen. Den Text verfasste der Magister Johann Christoph Clauder. Bach hatte für die Komposition nur sehr wenig Zeit zur Verfügung, möglicherweise nur drei Tage. Daher wird vermutet, dass er im Parodieverfahren auf bestehende Werke zurückgriff. Allerdings müsste es sich in diesem Falle ausschließlich um verschollene Stücke handeln, da das verwendete Notenmaterial in keiner anderen Bachkomposition nachweisbar ist. Als wahrscheinlich gilt, dass der Eingangschor eine Parodie der nachgewiesenen, aber verlorenen Glückwunschkantate Es lebe der König, der Vater im Lande (BWV Anh. 11) darstellt, die zwei Jahre zuvor anlässlich des Namenstages Augusts des Starken entstanden war.
Das Ereignis der Uraufführung wird auch vom Chronisten der Stadt Leipzig mit dem Tod des bedeutenden Trompetensolisten Gottfried Reiche in Verbindung gebracht, der am 6. Oktober 1734, dem Tag nach den Feierlichkeiten, auf der Straße zusammenbrach und starb, was seine Zeitgenossen auf „des Blasens große strapazzen“ am Vortage „bey der Königlichen Musique“ zurückführten.

## Thematik
Von den barocken Huldigungs- und Glückwunschkantaten, die fast stets unkritisch den Ruhm und die Weisheit des Regenten preisen, hebt sich Preise dein Glücke, gesegnetes Sachsen insofern ab, als hier nicht der Herrscher nur allgemein oder mit Bezug auf die antike Mythologie gepriesen wird, sondern der Dichter konkret auf jüngste geschichtliche Ereignisse Bezug nimmt: Nach dem Tod Augusts des Starken anderthalb Jahre zuvor war August III. nicht ohne Widerstand auf den polnischen Königsthron gelangt; erst musste er seinen Widersacher, den nach Danzig geflohenen polnischen Gegenkönig Stanislaus I. Leszczyński besiegen, was ihm am 6. Juli 1734 mit der Kapitulation Danzigs gelang. Auf diese Geschehnisse bezieht sich der Dichter, wenn er von „Sarmatien“ (gemeint ist Polen) oder dem „gesamten Norden“ spricht, der durch Augustus’ „Königswahl befriedigt worden“ sei.

## Besetzung
- Gesangsolisten: Sopran, Tenor, Bass
- Zwei Chöre: jeweils Sopran, Alt, Tenor, Bass
- Orchester: Trompete I-III, Pauken, Traversflöte I/II, Oboe I/II, Violine I/II, Viola, Basso continuo.

## Besonderheiten
Wie im Barock häufig üblich wird die königliche Macht musikalisch durch Pauken und Trompeten repräsentiert und verleiht dem Werk seinen feierlichen Glanz. Auffallend ist, dass der Eingangssatz als Doppelchor, also achtstimmig angelegt ist. Die Musik dieses Satzes fand Jahre später wiederum Verwendung beim Osanna in excelsis der h-Moll-Messe. Die Sopran-Arie Durch die von Eifer entflammeten Waffen arbeitete Bach für das Weihnachtsoratorium zu der Bass-Arie Erleucht auch meine finstre Sinnen um. Ungewöhnlich aufwändig sind auch die meisten Rezitative gestaltet: Im abschließenden Rezitativsatz werden die drei Solostimmen von allen im Orchester verwendeten Instrumentengruppen begleitet. In dem der Bassstimme zugewiesenen Abschnitt werden Pauken und Trompeten eindrucksvoll für Einwürfe verwendet, die lautmalerisch die Schrecken des Krieges darstellen.